# Cultripalpa trifasciata
Cultripalpa trifasciata är en fjärilsart som beskrevs av Moore 1882. Cultripalpa trifasciata ingår i släktet Cultripalpa och familjen nattflyn. Inga underarter finns listade i Catalogue of Life.